# 9 Metis
För andra betydelser, se Metis.
9 Metis eller 1974 QU2 är den nionde asteroiden som upptäcktes. Den observerades först av den irländske astronomen Andrew Graham den 25 april 1848. Metis var till 2008 den enda asteroid som hade upptäckts genom observationer från Irland. Namnet kommer från en av de kvinnliga titanerna i grekisk mytologi.
Den tillhör asteroidgruppen Flora.
Metis består troligtvis av kemisk och metallisk nickel-järn. Ljuskurveobservationer ledde till spekulationer om att Metis kunde ha en måne. Rymdteleskopet Hubble observerade Metis 1993, och resultaten visade att Metis inte hade någon måne. Även andra observationer bekräftar att det inte finns någon måne.
Objekt av denna storlek brukar man förvänta sig vara sfärisk, men Metis har en oregelbunden form. Den ena delen av asteroiden är smalare än den andra och det finns skarpa kanter och en stor plan yta vid en av polerna.
Metis är också namnet på en av Jupiters månar.